# Glicerol-1-fosfat dehidrogenaza (NAD(P)+)
Glicerol-1-fosfat dehidrogenaza (+) (EC 1.1.1.261, sn-glicerol-1-fosfat:+ oksidoreduktaza, G-1-P dehidrogenaza, Gro1PDH, AraM) je enzim sa sistematskim imenom sn-glicerol-1-fosfat:+ 2-oksidoreduktaza. Ovaj enzim katalizuje sledeću hemijsku reakciju
-glicerol-1-fosfat + NAD(P)+ {\displaystyle \rightleftharpoons } gliceron fosfat + +
Ovaj enzim se prvenstveno nalazi u Zn2+-zavisnoj formi kod arheja, dok je Ni2+-zavisna forma prisutna kod Gram-pozitivnih bakterija. Zn2+-zavisni metaloenzim je odgovoran za formiranje arhejski-specifičnog sn-glicerol-1-fosfata, u prvom koraku biosinteze polarnih lipida. On je enantiomer sn-glicerol 3-fosfata, forme  glicerofosfata prisutnog kod bakterija i eukariota. Drugi enzimi koji učestvuju u biosintezi polarnih lipida kod arheja su EC 2.5.1.41, fosfoglicerol geranilgeraniltransferaza, i EC 2.5.1.42, (geranilgeranilglicerol-fosfat geranilgeraniltransferaza, koji zajedno alkiliraju hidroksi grupe glicerol 1-fosfata i proizvode nezasićenu arhetidinsku kiselinu, na koju deluje EC 2.7.7.67, CDP-arheolna sintaza, da formira CDP-nezasićeni arheol. Krajnji korak ovog sintetičkog puta je adicija L-serina, sa pratećim uklanjanjem CMP-a, što dovodi do produkcije nezasićenog arhetidilserina. Aktivnost ovog enzima stimuliše K+.

## Literatura
- Nicholas C. Price; Lewis Stevens (1999). Fundamentals of Enzymology: The Cell and Molecular Biology of Catalytic Proteins (Third изд.). USA: Oxford University Press. ISBN 019850229X.
- Eric J. Toone (2006). Advances in Enzymology and Related Areas of Molecular Biology, Protein Evolution (Volume 75 изд.). Wiley-Interscience. ISBN 0471205036.
- Branden C; Tooze J. Introduction to Protein Structure. New York, NY: Garland Publishing. ISBN 0-8153-2305-0.
- Irwin H. Segel. Enzyme Kinetics: Behavior and Analysis of Rapid Equilibrium and Steady-State Enzyme Systems (Book 44 изд.). Wiley Classics Library. ISBN 0471303097.
- William P. Jencks (1987). Catalysis in Chemistry and Enzymology. Dover Publications. ISBN 0486654605.

## Spoljašnje veze
- glycerol-1-phosphate+dehydrogenase на 